# Classe Hunt (destroyer)
Pour les autres classes de navires du même nom, voir Classe Hunt.
La classe Hunt est une classe de destroyers de la Royal Navy. Les premières unités sont commandées au début de l'année 1939. Les navires de cette classe prennent part à la Seconde Guerre mondiale, particulièrement dans la défense de la cote est de la Grande-Bretagne et dans la protection des convois en Méditerranée.

## Histoire
La Royal Navy avait identifié le besoin de confier deux types de missions à ses destroyers. D'abord l'accompagnement des escadres avec des bâtiments endurants à la mer, dotés d'une bonne puissance de feux (artillerie et torpilles), ensuite l'escorte des convois avec des bâtiments plus légers, spécialisés dans la lutte contre les sous-marin.
Bien que d'anciens destroyers de flotte puissent être affectés à des travaux d'escorte, ils n'étaient pas adaptés à la tâche et une nouvelle construction les a remplacés. Les destroyers de flotte étaient conçus pour la vitesse et leurs machines étaient inefficaces à des vitesses de convoi, réduisant leur portée. Leur forme en faisait des bateaux de mer pauvres à basse vitesse, également exacerbés par des équipements supplémentaires sur la superstructure. Des modifications étaient nécessaires pour atténuer ces problèmes.
Les navires d'escorte ont abandonné l'armement lourd et une partie de la vitesse du type de flotte pour réduire le coût unitaire et mieux s'adapter à la production de masse et aux conditions. Ce nouveau "navire d'escorte rapide" a ensuite été classé comme "destroyer d'escorte".
Quatre-vingt-six destroyers Hunt ont été menés à bien, dont 72 ont été commandés dans la Royal Navy et les 14 autres ont été transférés aux marines alliées;
- Bolebrooke, Border, Catterick, Hatherleigh, Modbury, Bramham et Hursley à la Marine royale hellénique grecque,
- Bedale, Oakley (i) et Silverton à la Marine polonaise libre,
- Glaisdale, Eskdale et Badsworth à la Marine royale norvégienne et
- Haldon aux Forces navales françaises libres.

## Conception
Les Classes Hunt ont été calquées sur le sloop d'escorte Bittern de 1938, un navire de 80 mètres de 1 190 tonnes avec 3300 cv (2 500 kW) sur des turbines à engrenages pour 18 nœuds et un armement de trois montures jumelles Mark XIX pour le QF 4- canon (102 mm) Mark XVI. Les canons étaient contrôlés par un ordinateur de contrôle de tir Fuze Keeping Clock (en) anti-aérien lors de l'engagement de l'avion. La classe Hunt devait embarquer le même armement, plus un quadruple canon multiple de 2 livres à tir rapide Mark VII sur une coque de la même longueur mais avec 8 pieds (2 m) de maître-bau en moins et une puissance installée élevée à 19 000 shp (14 000 kW) pour donner une vitesse de 27 nœuds (50 km/h). Les vingt premiers ont été commandés en mars et avril 1939. Ils ont été construits selon les normes de l'Amirauté, tout comme les destroyers contemporains, contrairement aux frégates, qui se conformaient beaucoup plus à la pratique mercantile.
De toute évidence, les Classes Hunt posaient un défi de conception majeur. Ils seraient trop courts et étroits et d'une portée insuffisante pour le travail en haute mer, étant limités à la mer du Nord et à la mer Méditerranée. Ce sacrifice a été accepté pour donner toute chance de répondre aux exigences. Les spécifications exigeantes d'un département de conception de l'Amirauté surmené ont entraîné une erreur de calcul majeure. Lorsque les calculs détaillés ont été effectués, le centre de gravité était plus bas que prévu et le faisceau a été augmenté. Au fur et à mesure que les premiers navires étaient en cours d'achèvement, il a été constaté que la conception était jusqu'à 70 tonnes en surpoids, trop lourde, les laissant dangereusement déficients en stabilité. La construction des vingt premiers navires était si avancée qu'il était nécessaire de retirer le support de canon de 4 pouces en «X» et d'ajouter 50 tonnes de ballast permanent. Ces navires sont devenus le groupe de type I, et le canon multiple de 2 livres à tir rapide a été déplacé de l'arrière de l'entonnoir vers la position «X» la plus avantageuse.
Le défaut de conception du Type I a été corrigé en divisant les coques dans le sens de la longueur et en ajoutant une section de 762 mm, augmentant le maître-bau à 9,6 m et la marge de stabilité suffisamment pour que l'armement conçu soit expédié. Ces navires sont devenus le groupe de type II et avaient également une conception révisée du pont avec la plate-forme de la boussole s'étendant vers l'avant jusqu'à la face de la timonerie. Dans le cadre du programme de guerre d'urgence de 1939, 36 destroyers de Classe Hunt supplémentaires avaient été commandées; trois d'entre eux ont été réalisés selon la conception originale (type I). Le stockage des charges de profondeur pourrait également être augmenté de 40 à 110 dans le Type I.
Pour le programme de construction de 1940, des torpilles ont été jugées nécessaires. Les 27 navires suivants ont été achevés selon une conception révisée, le groupe de type III, et étaient destinés spécifiquement aux travaux méditerranéens. Ils ont sacrifié le canon en «Y» pour une paire de tubes lance-torpilles de 533 mm au milieu du navire, le projecteur étant déplacé vers le pont arrière de l'abri en conséquence. Les Hunt de type III pouvaient être facilement identifiés car ils avaient une cheminée droite avec un sommet incliné et le mât n'avait pas de râteau. Quatorze d'entre eux ont vu leurs ailerons stabilisateurs retirés (ou non installés en premier lieu) et l'espace utilisé pour le mazout supplémentaire.
Les deux derniers Hunt provenaient d'une lignée indépendante et ont été construits selon un modèle privé qui avait été préparé avant la guerre par John I. Thornycroft & Company. Soumis à l'Amirauté et rejeté en 1938, un modèle modifié avait été accepté en 1940. Ils étaient connus sous le nom de Type IV. Ils avaient une nouvelle conception de coque, avec une section avant en U avec une double articulation distinctive et une section centrale complète avec un virage carré à la cale. Cette forme était destinée à augmenter l'efficacité à basse vitesse et à réduire le roulement sans avoir besoin de ballast ou de stabilisateurs pour améliorer les navires en tant que plates-formes d'artillerie; les tests ont montré une augmentation de 8% de l'efficacité du flux à 20 nœuds (37 km/h) pour une perte de 2% à l'avance. Les autres caractéristiques comprenaient un long gaillard d'avant s'étirant sur la majeure partie de la longueur du navire, ce qui augmentait l'espace d'hébergement interne (dont le manque était un problème permanent sur les navires en temps de guerre avec des équipages élargis) et permettait à l'équipage de combattre presque complètement sous abri. En conséquence, le canon de «X» était maintenant au niveau du pont du gaillard plutôt que sur un pont abri surélevé. La conception était suffisamment grande pour transporter un triple jeu de torpilles, mais comme elles étaient également au niveau du pont de gaillard, l'appareil d'entraînement devait être monté à distance sur un pont en dessous. L'armement a été complété par une paire de canons Oerlikon simples de 20 mm dans les ailes du pont et une paire de mitrailleuses Vickers jumelées de 12,7 mm à commande électrique au milieu du navire, rapidement découvert comme étant inefficace et remplacé par le montage double canon Oerlikon Mark V. Le niveau de protection accordé aux équipages de ces deux navires s'est avéré bénéfique en temps de guerre, où les équipages étaient souvent fermés aux stations d'action pendant de longues périodes dans des conditions météorologiques épouvantables, et la conception - bien qu'il s'agissait d'une sorte d'impasse - ce type de concept d'escorte a influencé fortement les navires d'après-guerre.
Toutes les classes Hunt à l'exception de trois Type II et du Type IV Brissenden avaient des stabilisateurs d'aileron vers l'avant pour réduire le roulement afin de créer une plate-forme de canon plus stable. Ceux-ci ont ensuite été retirés de la majorité des navires de type III pour permettre une augmentation du stockage de 63 tonnes.

## Modifications
La classe Hunt était une conception très satisfaisante, mais avait un déplacement excédentaire limité pour permettre des modifications majeures. Tous les navires avaient une paire de canons Oerlikon simples ajoutés dans les ailes du pont au fur et à mesure qu'ils étaient disponibles, et un radar de type 285 ajouté au télémètre-directeur Mark I transporté sur le pont pour l'armement principal. Le radar d'avertissement aérien de type 286 a été ajouté en tête de mât, puis remplacé par le type 291, et les destroyers Cotswold, Silverton, Bleasdale et Wensleydale ont vu leur projecteur remplacé par le radar de type 272, un ensemble d'indications de cibles centimétriques.
Les navires employés sur les travaux de convoi de la côte est, tous les Type I, les Type I Avon Vale, Blencathra et Liddesdale et les Type III Glaisdale et Bleasdale étaient équipés d'un seul canon QF 2 pounder "bow chaser" pour le combat anti-vedette-torpilleur allemand: les Schnellboote . La plupart des Type III ont plus tard remplacé leurs canons Oerlikon par des supports Mark V, et certains ont ajouté deux canons Bofors de 40 mm, un à l'avant de la timonerie et sur le pont arrière.

## Type I
Les dix premiers de ce qui suit ont été commandés le 21 mars 1939, et les dix autres le 11 avril 1939. Trois autres ont été commandés le 4 septembre 1939 (voir ci-dessous) étaient destinés à être de type II, mais ont été en fait complétés suivant la conception du type I: Blencathra, Brocklesby et Liddesdale.
- Atherstone
  - Chantier: Cammell Laird, Birkenhead
  - Pose de la quille: 8 juin 1939
  - Lancé: 12 décembre 1939
  - Mise en service: 23 mars 1940
  - Statut: Désarmé en octobre 1945 et vendu pour la ferraille le 25 novembre 1957.
- Berkeley
  - Chantier: Cammell Laird, Birkenhead
  - Pose de la quille: 8 juin 1939
  - Lancé: 29 janvier 1940
  - Mise en service: 6 juin 1940
  - Statut: Bombardé Durant le raid de Dieppe en 19 août 1942.
- Cattistock
  - Chantier: Yarrow, Scotstoun
  - Pose de la quille: 9 juin 1939
  - Lancé: 22 février 1940
  - Mise en service: 22 juillet 1940
  - Statut: désarmé le 26 mars 1946, et vendu pour la ferraille le 2 juillet 1957.
- Cleveland
  - Chantier: Yarrow, Scotstoun
  - Pose de la quille: 7 juillet 1939
  - Lancé: 24 avril 1940
  - Mise en service: 18 septembre 1940
  - Statut: Désarmé en septembre 1945; vendu pour être vendu pour la ferraille en 1957, mais détruit en route vers la casse.
- Eglinton
  - Chantier: Vickers-Armstrong, Tyne
  - Pose de la quille: 8 juin 1939
  - Lancé: 28 décembre 1939
  - Mise en service: 28 août 1940
  - Statut: Désarmé en 1945 et vendu pour la ferraille le 28 mai 1956.
- Exmoor
  - Chantier: Vickers-Armstrong, Tyne
  - Pose de la quille: 8 juin 1939
  - Lancé: 25 janvier 1940
  - Mise en service: 1er novembre 1940
  - Statut: Coulé par Schnellboot S-30, au large de Lowestoft, 25 février 1941.
- Fernie
  - Chantier: John Brown & Company, Clydebank
  - Pose de la quille: 8 juin 1939
  - Lancé: 9 janvier 1940
  - Mise en service: 29 mai 1940
  - Statut: Navire cible pour avions de août 1945 à 1947. Désarmé en 1947, et vendu pour la ferraille le 7 novembre 1956.
- Garth
  - Chantier: John Brown & Company, Clydebank
  - Pose de la quille: 8 juin 1939
  - Lancé: 14 février 1940
  - Mise en service: 1er juillet 1940
  - Statut: Désarmé en décembre 1945 et vendu pour la ferraille le 15 août 1958.
- Hambledon
  - Chantier: Swan Hunter, Wallsend
  - Pose de la quille: 8 juin 1939
  - Lancé: 12 décembre 1939
  - Mise en service: 8 juin 1940
  - Statut: Désarmé en décembre 1945 et vendu pour la ferraille le 4 février 1958.
- Holderness
  - Chantier: Swan Hunter, Wallsend
  - Pose de la quille: 29 juin 1939
  - Lancé: 8 février 1940
  - Mise en service: 10 août 1940
  - Statut: Désarmé le 20 mai 1946 et vendu pour la ferraille le 20 novembre 1956.
- Cotswold
  - Chantier: Yarrow, Scotstoun
  - Pose de la quille: 11 octobre 1939
  - Lancé: 18 juillet 1940
  - Mise en service: 16 novembre 1940
  - Statut: Désarmé le 29 juin 1946 et vendu pour la ferraille le 11 septembre 1957.
- Cottesmore
  - Chantier: Yarrow, Scotstoun
  - Pose de la quille: 12 décembre 1939
  - Lancé: 5 septembre 1940
  - Mise en service: 29 décembre 1940
  - Statut: Désarmé le 28 février 1946. Vendu à l'Égypte en 1950 comme Ibrahim el Awal, renommé Mohamed Ali el Kebir en 1951, vendu pour la ferraille.
- Mendip
  - Chantier: Swan Hunter, Wallsend
  - Pose de la quille: 10 août 1939
  - Lancé: 9 avril 1940
  - Mise en service: 12 octobre 1940
  - Statut: Désarmé le 20 mai 1946. Vendu à la Chine nationaliste en 1947 et renommé Lin Fu. Saisi avant la livraison et revendu en Égypte en 1949 sous le nom de Mohamed Ali el Kebir, rebaptisé Ibrahim el Awal en 1951, capturé par Israël le 31 octobre 1956 et commandé comme INS Haifa (K-38), déclassé en 1968, utilisé comme cible d'entraînement et coulé par un missile Gabriel.
- Meynell
  - Chantier: Swan Hunter, Wallsend
  - Pose de la quille: 10 août 1939
  - Lancé: 7 juin 1940
  - Mise en service: 30 décembre 1940
  - Statut: Cible pour avions du 11 septembre 1945 au décembre 1946. Vendu à l'Équateur en 1954 et rebaptisé Presidente Velasco Ibarra. Le 5 mai 1978: Touché et vendu pour la ferraille.
- Pytchley
  - Chantier: Scotts, Greenock
  - Pose de la quille: 26 juillet 1939
  - Lancé: 13 février 1940
  - Mise en service: 23 octobre 1940
  - Statut: Désarmé en août 1946 et vendu pour la ferraille le 1er décembre 1956.
- Quantock
  - Chantier: Scotts, Greenock
  - Pose de la quille: 26 juillet 1939
  - Lancé: 22 avril 1940
  - Mise en service: 6 février 1941
  - Statut: Désarmé en décembre 1945. Vendu à l’Équateur et renommé Presidente Alfaro.
- Quorn
  - Chantier: J. Samuel White, Cowes
  - Pose de la quille: 26 juillet 1939
  - Lancé: 27 mars 1940
  - Mise en service: 21 septembre 1940
  - Statut: Coulé par un bateau explosif Linsen au large des plages de la Normandie durant le débarquement, 2 août 1944.
- Southdown
  - Chantier: J. Samuel White, Cowes
  - Pose de la quille: 22 août 1939
  - Lancé: 5 juillet 1940
  - Mise en service: 8 novembre 1940
  - Statut: Cible pour avions du 8 septembre 1945 à 1946. Désarmé le 22 mai 1946, et vendu pour la ferraille le 1er novembre 1956.
- Tynedale
  - Chantier: Stephens, Linthouse
  - Pose de la quille: 27 juillet 1939
  - Lancé: 5 juin 1940
  - Mise en service: 2 décembre 1940
  - Statut: Coulé par le sous-marin allemand U-593 le 12 décembre 1943.
- Whaddon
  - Chantier: Stephens, Linthouse
  - Pose de la quille: 27 juillet 1939
  - Lancé: 16 juillet 1940
  - Mise en service: 28 février 1941
  - Statut: Désarmé en octobre 1945 et vendu pour la ferraille le 5 avril 1959.

## Type II
Dix-huit Hunt type II furent commandés le 4 septembre 1940 et deux autres (Lauderdale et Ledbury) le lendemain. Trois d'entre eux ont été réalisés conformément à la spécification de type I: Blencathra, Brocklesby et Liddesdale. Un dernier lot de seize a été commandé le 20 décembre 1939.
- Avon Vale – John Brown, Clydebank
- Blankney – John Brown, Clydebank
- Blencathra – Cammell Laird, Birkenhead
- Brocklesby – Cammell Laird, vendu pour la ferraille en 1968
- Chiddingfold – Vendu à l'Indian Navy; mis en service en tant que INS Ganga (D94) en 1953. Mis au rebut vers 1975.
- Cowdray - Vendu pour la ferraille en 1959
- Croome - Vendu pour la ferraille en 1957.
- Dulverton – Perdu le 13 novembre 1943
- Eridge - Vendu pour la ferraille en 1946
- Farndale – Vendu pour la ferraille à Blyth le 4 décembre 1962
- Heythrop – Perdu le 20 mars 1942
- Lamerton – Vendu à l'Indian Navy; mis en service en tant que INS Gomati (D93) en 1953
- Liddesdale – Vickers-Armstrongs, Tyne, BU 1948
- Oakley (i) – Transféré à la Marine polonaise libre en tant que Kujawiak
- Puckeridge – Perdu le 6 septembre 1943, par le U-Boot U-617, 129 membres d'équipage secouru.
- Silverton – Transféré à la Marine polonaise libre en tant que Krakowiak
- Wheatland - Vendu pour la ferraille en 1959
- Wilton – Yarrow, Scotstoun
- Lauderdale - Transféré à la Marine royale hellénique grecque en tant que Aigaion en 1946. Vendu pour la ferraille en 1959.
- Ledbury - Vendu pour la ferraille en 1958
- Badsworth – Transféré à la Marine royale norvégienne en tant que Arendal
- Beaufort - Vendu à la Norvège en 1956. Vendu pour la ferraille en 1965.
- Bedale – Transféré à la Marine polonaise libre en tant que Ślązak; retourné à la to Royal Navy, et vendu à l'Indian Navy; mis en service en tant que INS Godavari (D92) en 1953
- Bicester - Vendu pour la ferraille en 1956
- Blackmore – Transféré à la Marine royale danoise en 1954 en tant queEsbern Snare (F341). Vendu pour la ferraille en 1966
- Bramham – Transféré à la Marine royale hellénique grecque en tant que Themistocles
- Calpe – Transféré à la Marine royale danoise en 1954 en tant queRolf Krake (F342). Vendu pour la ferraille en 1966
- Exmoor – Transféré à la Marine royale danoise en 1954 en tant queValdemar Sejr (F343). Vendu pour la ferraille en 1966.
- Grove – Perdu le 12 juin 1942
- Hursley – Transféré à la Marine royale hellénique grecque en tant que Kriti
- Hurworth – Perdu le 22 octobre 1943
- Middleton - Vendu pour la ferraille en 1958
- Oakley (ii) – Commencé comme Tickham et renommé. Vendu en 1958 à l'Allemagne de l'Ouest où il servait sous le nom de Gneisenau et a été démantelée en 1972.
- Southwold – Perdu le 24 mars 1942, convoi MW10, Zonker Point, Malte
- Tetcott - Vendu pour la ferraille en 1957
- Zetland - Prêté à la Norvège 1952. Vendu à la Norvège en 1956. Mis au rebut en 1965.

## Type III
- Airedale – J. Brown – Perdu en juin 1942 après une attaque aérienne
- Albrighton – J. Brown – À la marine fédérale allemande en 1959 en tant que Raule
- Aldenham – Cammell Laird – Miné en décembre 1944.
- Belvoir – Cammell Laird
- Blean – Hawthorn Leslie – Perdu en décembre 1942, torpillé par l'U-443
- Bleasdale – Vickers-Armstrongs
- Bolebroke – Swan Hunter – Transféré en Grèce sous le nom de Pindos
- Border – Swan Hunter – Transféré à la Grèce sous le nom d'Adrias. Détruit après avoir été miné en octobre 1943
- Catterick – Vickers-Armstrongs – Acheté par la Grèce en 1946 sous le nom de Hastings
- Derwent – Vickers-Armstrongs – Détruit après avoir été torpillé par un avion en mars 1943
- Easton – White
- Eggesford – White – Vendu à la marine fédérale allemande en 1959 sous le nom de Brommy
- Eskdale – Cammell Laird – Transféré à la Marine royale norvégienne. Torpillé par un Schnellboot en avril 1943
- Glaisdale – Cammell Laird – Transféré à la Marine royale norvégienne. Acheté par la Norvège 1946 sous le nom de Narvik
- Goathland – Fairfield – Détruit après avoir été miné en juillet 1944
- Haldon – Fairfield – Transféré à la France libre comme La Combattante. Miné en février 1945
- Hatherleigh – Vickers-Armstrongs – Transféré à la Grèce sous le nom de Kanaris
- Haydon – Vickers-Armstrongs
- Holcombe – Stephens – Torpillé par l'U-593 le 12 décembre 1943
- Limbourne – Stephens – Torpillé le 22 octobre 1943
- Melbreak – Swan Hunter
- Modbury – Swan Hunter – Transféré à la Grèce sous le nom de Miaoulis
- Penylan – Vickers-Armstrongs – Torpillé par un Schnellboot en décembre 1942
- Rockwood – Vickers-Armstrongs – Détruit après avoir été touché par une bombe planante Henschel Hs 293 en novembre 1943
- Stevenstone – White
- Talybont – White - Lancé en 1943 et vendu pour mise au rebut en 1961
- Tanatside – Yarrow – Acheté par la Grèce en 1946 sous le nom de  Adrias
- Wensleydale – Yarrow – Détruit après une collision en novembre 1944

## Type IV
Ces navires très distincts ont été construits selon un plan privé radicalement différent par Thornycroft à Southampton, commandé le 28 juillet 1940.
- Brecon
  - Pose de la quille: 27 février 1941
  - Lancé: 27 juin 1942
  - Mise en service: 18 décembre 1942
  - Statut: Désarmé le 4 décembre 1945 et vendu pour la ferraille le 17 septembre 1962 à Faslane.
- Brissenden
  - Pose de la quille: 28 février 1941
  - Lancé: 15 septembre 1942
  - Mise en service: 12 février 1943
  - Statut: Désarmé en 19 juin 1948 et vendu pour la ferraille le 3 mars 1965 à Dalmuir.